# Op5 Monitor
OP5 Monitor är  en mjukvaruprodukt för nätverksövervakning, rapportering och visualisering baserat på Nagios, men är vidareutvecklat och underhållet av företaget OP5 AB. OP5 Monitor visar status, tillgänglighet, hälsa och prestanda på de servrar, nätverk, applikationer, switchar, routrar och molntjänster som övervakas. OP5 Monitor har en integrerad log server, OP5 Logger. Systemet larmar och notifierar på de tjänster och enheter som övervakas.

## Historia
Företaget grundades 2004 av Jan Josephson och Fredrik Åkerström i Stockholm, Sverige och den nuvarande VD:n för OP5 är Jonas Vestin. Företaget startades för att skapa en IT övervakningslösning som kan hantera stora IT miljöer.

## Management Packs
Management packs är förbestämda övervakningspaket med förvalda övervakningsparametrar. Användare kan skapa egna Management packs och sätta sina egna standarder hur de vill övervaka en specifik enhet inom nätverket.
- Management pack DNS server [6]
- Management pack Generisk server [6]
- Management pack Standalone VMware ESXi virtualization host [6]
- Management pack Web server with HTTPS [6]
- Management pack Web server.json [6]
- Management pack Windows server [6]

## OP5 Monitor Extensions
OP5 extensions är extra tilläggsprodukter som bidrar med specifika egenskaper.
- OP5 Monitor Peer: Skalar IT övervakningen [8]
- OP5 Monitor Poller: Kontroll när man har ett flertal nätverksplatser [9]
- OP5 Monitor Cloud Extension: system tillgängligt från en molntjänst [10]

## OP5 Monitor Add-ons
Add-ons för OP5 Monitor är oftast utvecklade av partners eller programutvecklingsföretag för integration med OP5 Monitor.
- JIMO integration add-on för JIRA: Tvåvägskommunikation mellan OP5 Monitor och JIRA. Add-on är utvecklad av Mogul [11][12][13]
- NetApp övervakning add-on: Övervakning av NetApp system [14]
- Bischeck add-on: Är ett open source projekt som ger möjlighet att adaptivt övervaka applikationer och processer.[15]

## Priser och utmärkelser
OP5 AB har blivit omnämnda i tidskrifter och vunnit ett flertal priser, bland annat utsett till Cool Vendor av Gartner 2010
- 2013 Red Herring 100 Global Winner[20]
- 2012 Red Herring 100 Europe Winner[21]
- 2010  Tilldelats högsta kreditvärdighet AAA[22]
- 2008  Erkänd som "Fast 500 EMEA" av Deloitte Technology[23]